# Dazi
Dazi of Dalu was een Han-Chinese benaming voor de niet-Han-Chinese volkeren in Noordelijk China. De grootste waren de Mantsjoes, Mongolen en de nomaden. De naam komt voor in het verhaal Bayueshiwu sha dazi en in het motto van de Chinese revolutionair Sun Zhongshan dat hij gebruikte voor de oprichting van de Xingzhonghui. De hanzi "韃" wordt in de Chineestalige woordenboeken vaak vertaald als Tartaren.
Na de oprichting van de Chinese Volksrepubliek in 1949 is het gebruik van de benaming "Dazi" en "Dalu" geheel verdwenen. Dit komt door de communisten die een anti-racistisch beleid voorstonden. Deze benaming had aan het eind van de Qing-dynastie een negatieve betekenis. 
Tegenwoordig worden Mantsjoese dingen in China soms nog genoemd als "Dazi". Voorbeelden zijn Mantsjoe liederen (鞑子秧歌) en geroosterde lamsbout in Mantsjoe stijl (鞑子烤羊腿). Al hangt er wel een soort van taboe rondom het gebruik van het woord in gebieden waar veel Mongolen en Mantsjoes wonen.